# Alexander Palm (Kameramann)
Alexander Palm (* 1970) ist ein deutscher Kameramann.

## Leben
Der 1970 geborene Palm begann seine berufliche Laufbahn beim Film ab Anfang der 1990er Jahre zunächst mit unterschiedlichen Hilfsjobs, z. B. als clapper loader, dann als focus puller und Kameraoperateur. Seit 2003 hat er häufig als Second-Unit-Kameramann auch für internationale Filmproduktionen gearbeitet. Neben zahlreichen Werbefilmen zeichnete er auch für die Kameraarbeit in Fernsehfilmen verantwortlich. Zwischen 2008 und 2012 drehte Palm verschiedene Image- und Dokumentarfilme als 3D-Stereo-Kameramann. Seinen ersten abendfüllenden Film als verantwortlicher Director of Photography drehte er 2022 mit dem Fernsehfilm Schule am Meer – Familienbande, daran schlossen sich Arbeiten für Fernsehserien an.

## Filmografie
- 2013: ZDF Expedition (Fernsehserie, 2 Episoden)
- 2017: Die Slawen – unsere geheimnisvollen Vorfahren (Dokumentarfilm)
- 2023: Weihnachtspäckchen ... haben alle zu tragen (Fernsehfilm)
- 2023: Schule am Meer – Familienbande (Fernsehfilm)
- 2024: Marie fängt Feuer (Fernsehserie, 2 Episoden)
- 2024: Zwei Frauen für alle Felle (Fernsehserie, 2 Episoden)
- 2024: Gerlau Girls (Fernsehfilm)